# Rajd Chin 1999
Rezultaty Rajdu Chin (3th 555 China Rally 1999), eliminacji Rajdowych Mistrzostw Świata w 1999 roku, który odbył się w dniach 17 września - 19 września. Była to jedenasta runda czempionatu w tamtym roku i szósta na szutrze, a także jedenasta w Production World Rally Championship i czwarta w mistrzostwach Azji i Pacyfiku. Bazą rajdu były miasta Huairou i Jinshanling. Zwycięzcami rajdu została francuska załoga Didier Auriol i Denis Giraudet w Toyocie Corolli WRC. Wyprzedzili oni Brytyjczyków Richarda Burnsa i Roberta Reida w Subaru Imprezie WRC oraz Hiszpanów Carlosa Sainza i Luisa Moyę w Toyocie Corolli WRC. Z kolei w Production WRC zwyciężyła japońsko-brytyjska załoga Toshihiro Arai i Roger Freeman w Subaru Imprezie WRX.
Rajdu nie ukończyło pięć załóg fabrycznych. Fin Tommi Mäkinen w Mitsubishi Lancerze Evo VI uszkodził zawieszenie na 16. odcinku specjalnym. Jego partner z zespołu Mitsubishi Belg Freddy Loix miał wypadek na 7. odcinku specjalnym. Rajdu nie ukończyli również dwaj kierowcy Forda Focusa WRC. Szwed Thomas Rådström i Brytyjczyk Colin McRae wycofali się z rajdu na 1. oesie z powodu awarii zawieszenia. Kierowca Seata Córdoby WRC Włoch Piero Liatti miał awarię silnika na 8. oesie.

## Klasyfikacja ostateczna
| Miejsce                | Zawodnik               | Pilot                  | Samochód                   | Czas                   | Strata                 | Grupa                  | Punkty                 |                        |
| Klasyfikacja generalna | Klasyfikacja generalna | Klasyfikacja generalna | Klasyfikacja generalna     | Klasyfikacja generalna | Klasyfikacja generalna | Klasyfikacja generalna | Klasyfikacja generalna | Klasyfikacja generalna |
| ---------------------- | ---------------------- | ---------------------- | -------------------------- | ---------------------- | ---------------------- | ---------------------- | ---------------------- | ---------------------- |
| 1.                     | Didier Auriol          | Denis Giraudet         | Toyota Corolla WRC         | 3:38:36.6              |                        | A8 M                   | 10                     |                        |
| 2.                     | Richard Burns          | Robert Reid            | Subaru Impreza WRC         | 3:39:32.4              | +55.8                  | A8 M                   | 6                      |                        |
| 3.                     | Carlos Sainz           | Luis Moya              | Toyota Corolla WRC         | 3:40:56.0              | +2:19.4                | A8 M                   | 4                      |                        |
| 4.                     | Juha Kankkunen         | Juha Repo              | Subaru Impreza WRC         | 3:43:54.7              | +5:18.1                | A8 M                   | 3                      |                        |
| 5.                     | Harri Rovanperä        | Risto Pietiläinen      | SEAT Córdoba WRC           | 3:47:52.0              | +9:15.4                | A8 M                   | 2                      |                        |
| 6.                     | Volkan Işık            | Erkan Bodur            | Toyota Corolla WRC         | 3:54:42.3              | +16:05.7               | A8 TC                  | 1                      |                        |
| 7.                     | Toshihiro Arai         | Roger Freeman          | Subaru Impreza WRX         | 3:58:32.5              | +19:55.9               | N4                     |                        |                        |
| 8.                     | Gustavo Trelles        | Martin Christie        | Mitsubishi Lancer Evo V    | 4:06:33.6              | +27:57.0               | N4                     |                        |                        |
| 9.                     | Katsuhiko Taguchi      | Ron Teoh               | Mitsubishi Lancer Evo VI   | 4:09:46.8              | +31:10.2               | N4                     |                        |                        |
| 10.                    | Alister McRae          | David Senior           | Hyundai Coupe Kit Car Evo2 | 4:11:51.7              | +33:15.1               | A7 2L                  |                        |                        |
| PWRC                   |                        |                        |                            |                        |                        |                        |                        |                        |
| 1. (7.)                | Toshihiro Arai         | Roger Freeman          | Subaru Impreza WRX         | 3:58:32.5              |                        | N4                     | 10                     |                        |
| 2. (8.)                | Gustavo Trelles        | Martin Christie        | Mitsubishi Lancer Evo V    | 4:06:33.6              | +8:01.1                | N4                     | 6                      |                        |
| 3. (9.)                | Katsuhiko Taguchi      | Ron Teoh               | Mitsubishi Lancer Evo VI   | 4:09:46.8              | +11:14.3               | N4                     | 4                      |                        |
| 4. (12.)               | Michael Guest          | David Green            | Subaru Impreza WRX         | 4:23:59.9              | +25:27.4               | N4 TC                  | 3                      |                        |
| 5. (13.)               | Wah Chan Chi           | Lin Tang Po            | Mitsubishi Lancer Evo V    | 4:28:00.0              | +29:27.5               | N4                     | 2                      |                        |
| 6. (14.)               | Saladin Mazlan         | Jagdev Singh           | Proton Wira 4WD            | 4:29:39.4              | +31:06.9               | N4                     | 1                      |                        |
| 2L WRC                 |                        |                        |                            |                        |                        |                        |                        |                        |
| 1 (10.)                | Alister McRae          | David Senior           | Hyundai Coupe Kit Car Evo2 | 4:11:51.7              | -                      | A7 2L                  |                        |                        |
| 2. (11.)               | Kenneth Eriksson       | Staffan Parmander      | Hyundai Coupé Kit Car Evo2 | 4:12:56.1              | +1:04.4                | A7 2L                  |                        |                        |

1. ↑  Litera M przy oznaczeniu grupy do której należy samochód oznacza, iż tylko ci kierowcy zdobywali punkty dla swoich zespołów liczonych w klasyfikacji producentów na koniec sezonu.

## Zwycięzcy odcinków specjalnych
| Dzień      | Odcinek | G. rozp. | Nazwa              | Długość  | Zwycięzca         | Czas    | Lider rajdu   |
| ---------- | ------- | -------- | ------------------ | -------- | ----------------- | ------- | ------------- |
| 1 (17 WRZ) | SS1     | 08:19    | Qi Dao He 1        | 9.03 km  | Didier Auriol     | 4:54.9  | Didier Auriol |
| 1 (17 WRZ) | SS2     | 08:44    | Zhung Hu Gou Men 1 | 33.07 km | odcinek anulowany | -       | Didier Auriol |
| 1 (17 WRZ) | SS3     | 10:42    | Da Xi Shan 1       | 26.46 km | Tommi Mäkinen     | 19:59.3 | Tommi Mäkinen |
| 1 (17 WRZ) | SS4     | 11:31    | Tou Dao Xue 1      | 7.00 km  | Tommi Mäkinen     | 6:38.7  | Tommi Mäkinen |
| 1 (17 WRZ) | SS5     | 12:44    | Qi Dao He 2        | 9.03 km  | Didier Auriol     | 6:48.1  | Tommi Mäkinen |
| 1 (17 WRZ) | SS6     | 13:09    | Zhung Hu Gou Men 2 | 33.07 km | odcinek anulowany | -       | Tommi Mäkinen |
| 1 (17 WRZ) | SS7     | 15:07    | Da Xi Shan 2       | 26.46 km | Richard Burns     | 19:35.8 | Richard Burns |
| 1 (17 WRZ) | SS8     | 15:56    | Tou Dao Xue 2      | 7.00 km  | Richard Burns     | 6:23.6  | Richard Burns |
| 2 (17 WRZ) | SS9     | 08:48    | Si Dao Dian 1      | 15.94 km | Richard Burns     | 7:55.7  | Richard Burns |
| 2 (17 WRZ) | SS10    | 09:13    | Di Shui Hu 1       | 12.47 km | Didier Auriol     | 10:34.7 | Richard Burns |
| 2 (17 WRZ) | SS11    | 11:29    | Dao De Gou 1       | 19.78 km | Tommi Mäkinen     | 13:54.2 | Richard Burns |
| 2 (17 WRZ) | SS12    | 12:05    | Hei Niu Shan 1     | 25.88 km | Tommi Mäkinen     | 14:05.9 | Richard Burns |
| 2 (17 WRZ) | SS13    | 13:45    | Si Dao Dian 2      | 15.94 km | Tommi Mäkinen     | 7:42.3  | Richard Burns |
| 2 (17 WRZ) | SS14    | 14:10    | Di Shui Hu 2       | 12.47 km | Didier Auriol     | 10:16.4 | Didier Auriol |
| 2 (17 WRZ) | SS15    | 16:26    | Dao De Gou 2       | 19.78 km | Tommi Mäkinen     | 13:35.2 | Didier Auriol |
| 2 (17 WRZ) | SS16    | 17:02    | Hei Niu Shan 2     | 25.88 km | Carlos Sainz      | 14:26.1 | Didier Auriol |
| 3 (18 WRZ) | SS17    | 09:00    | Cha Doa Kou 1      | 7.41 km  | Didier Auriol     | 5:37.3  | Didier Auriol |
| 3 (18 WRZ) | SS18    | 09:51    | Bei Gou 1          | 19.15 km | Didier Auriol     | 13:15.7 | Didier Auriol |
| 3 (18 WRZ) | SS19    | 10:19    | Wu Ying Zi 1       | 16.67 km | Didier Auriol     | 10:15.8 | Didier Auriol |
| 3 (18 WRZ) | SS20    | 12:16    | Cha Doa Kou 2      | 7.41 km  | Richard Burns     | 5:49.4  | Didier Auriol |
| 3 (18 WRZ) | SS21    | 13:07    | Bei Gou 2          | 19.15 km | Didier Auriol     | 13:06.3 | Didier Auriol |
| 3 (18 WRZ) | SS22    | 13:35    | Wu Ying Zi 2       | 16.67 km | Didier Auriol     | 9:58.1  | Didier Auriol |

## Klasyfikacja po 11 rundach
Tabele przedstawiają tylko pięć pierwszych miejsc.

### Kierowcy
| Lp. | Kierowca       | Pkt |
| --- | -------------- | --- |
| 1   | Tommi Mäkinen  | 48  |
| 2   | Didier Auriol  | 48  |
| 3   | Carlos Sainz   | 38  |
| 4   | Juha Kankkunen | 37  |
| 5   | Richard Burns  | 35  |

### Producenci
| Lp. | Producent                    | Pkt |
| --- | ---------------------------- | --- |
| 1   | Toyota Castrol Team          | 99  |
| 2   | Subaru WRT                   | 77  |
| 3   | Marlboro Mitsubishi Ralliart | 61  |
| 4   | Ford Motor Co. Ltd.          | 35  |
| 5   | Seat Sport                   | 18  |